# Ma trận: Hồi sinh
Ma trận: Hồi sinh (tựa gốc tiếng Anh: The Matrix Resurrections) là phim điện ảnh Mỹ thuộc thể loại hành động khoa học viễn tưởng, do Lana Wachowski làm biên kịch, đạo diễn và sản xuất. Đây là phần thứ tư trong loạt phim cùng tên, tiếp nối phần ba Ma Trận: Những cuộc Cách Mạng, từ năm 2003. Dàn diễn viên trong phim gồm có Keanu Reeves, Carrie-Anne Moss và Jada Pinkett Smith, cả ba đều trở lại với các vai cũ ở những phần trước, ngoài ra phim còn có sự góp mặt của Yahya Abdul-Mateen II, Jessica Henwick, Jonathan Groff, Neil Patrick Harris, Priyanka Chopra Jonas và Christina Ricci.
Phim do hai hãng Village Roadshow Pictures và Venus Castina Productions hợp tác sản xuất, được Warner Bros. phát hành đồng thời vào tháng 12/2021 các tại rạp phim và dịch vụ HBO Max.

## Nội dung
Thomas Anderson là người sáng tạo ra loạt trò chơi điện tử có tên The Matrix, dựa trên những ký ức mờ nhạt của anh khi còn là Neo. Tại một quán cà phê, anh tiếp tục qua lại với Tiffany, một người mẹ đã kết hôn mà không có hồi ức về quá khứ của mình, mà Anderson dựa trên nhân vật Trinity trong trò chơi. Anh đấu tranh để tách thực tế nhận thức ra khỏi giấc mơ. Bác sĩ trị liệu kê cho anh những viên thuốc màu xanh để ngăn chặn những sự cố và anh ngừng dùng.
Anderson tạo ra một mô phỏng để phát triển các nhân vật trong trò chơi. Một phụ nữ trẻ tên Bugs biết rằng mô phỏng đang chạy mã cũ trong một vòng lặp, mô phỏng lại khoảnh khắc Trinity lần đầu tiên tìm thấy Neo trong Ma trận. Bugs phát hiện ra một chương trình hiện thân của Morpheus và giải thoát cho anh ta. Mặc dù Neo được cho là đã chết, Bugs và Morpheus lần theo anh tới Anderson và đưa anh ra khỏi Ma trận, biết được đối tác kinh doanh của anh là Smith thực sự là Đặc vụ Smith, người cũng bị dập tắt ký ức.
Neo tỉnh dậy trong một cái kén và thấy Trinity đang bị giam trong một cái kén khác gần đó khi những cỗ máy do Bugs cử đến đưa anh đến con tàu của Bugs, Mnemosyne. Neo được đưa đến thành phố mới của quân kháng chiến, được gọi là Io, nơi anh gặp lại Niobe già nua. Bà giải thích rằng sáu mươi năm đã trôi qua trong thế giới thực kể từ khi Cuộc chiến Máy móc kết thúc, và ngoại trừ bà, tất cả thành viên kháng chiến khác mà Neo từng biết đều đã chết theo thời gian, bao gồm Morpheus bản gốc. Hòa bình đạt được nhờ sự hi sinh của Neo kéo dài nhiều năm, nhưng quá nhiều người được phép rời khỏi Ma trận tạo ra sự thiếu hụt năng lượng nghiêm trọng, khiến các máy móc phải tranh giành nguồn tài nguyên. Zion đã bị phá hủy trong chiến tranh, mặc dù người dân ở đó đã di tản. Một số máy móc tham gia cùng với con người và cùng nhau xây dựng thành phố Io.
Neo muốn giải cứu Trinity nhưng Niobe phản đối điều này. Bugs và các đồng đội của cô không tuân lệnh Niobe, và cố gắng hỗ trợ Neo giải thoát cho Trinity. Sau khi vào Ma trận, họ bị chặn lại bởi Smith và các chương trình lưu vong khác, bao gồm cả Merovingian. Những người lưu vong hiện trở thành người vô gia cư do những thay đổi gần đây trong Ma trận. Họ tấn công Neo, hi vọng cái chết của anh sẽ giúp hoàn tác các thay đổi và lấy lại mạng sống của họ, nhưng Neo đã đánh bại họ khi khả năng của anh dần trở lại.
Nhóm của Neo rời đi và tìm thấy Trinity, nhưng trước khi Neo có thể nói chuyện với cô, bác sĩ trị liệu của anh xuất hiện và làm anh bất động bằng cách thao túng thời gian. Gã tiết lộ danh tính của mình là Nhà phân tích, một chương trình được thiết kế để nghiên cứu tâm lý con người. Gã giải thích rằng sau cái chết của Neo và Trinity, gã được giao nhiệm vụ nghiên cứu cơ thể của Neo và sức mạnh dị thường của anh với tư cách là Người được chọn - thuyết phục cấp trên của gã hồi sinh cả hai người. Gã nhận thấy rằng do mối liên hệ vốn có của Người được chọn với toàn bộ nhân loại trong Ma trận, việc thao túng Neo có thể khiến Ma trận sản sinh ra nhiều năng lượng hơn. Hơn nữa, gã phát hiện ra sự bất thường về mật mã trong Neo thực sự được chia sẻ trong mối tình của anh với Trinity (năm Người được chọn trước Neo không có mối liên hệ nào tương đương với mối tình lãng mạn của anh với cô). Bằng cách ngăn chặn ký ức của cả hai và giữ họ gần nhau nhưng luôn xa nhau như trêu ngươi, Ma trận tạo ra nhiều năng lượng hơn. Việc giải quyết cuộc khủng hoảng năng lượng đặt Nhà phân tích vào vị trí nắm quyền từ Kiến trúc sư, sau đó gã xây dựng lại Ma trận để điều khiển con người bằng cách thao túng cảm xúc - với lý do con người thường tin những gì họ muốn tin. Tuy nhiên, sự giải phóng Neo đã làm hệ thống mất ổn định và gây ra sự không an toàn để khởi động lại Ma trận. Nhà phân tích đã đình trệ quá trình khởi động lại bằng cách thuyết phục cấp trên của mình rằng việc đe dọa giết Trinity sẽ khiến Neo tự nguyện quay lại kén của anh.
Neo và Bugs quay lại Io và nói chuyện với Sati, một chương trình lưu vong mà Neo đã gặp trước đây. Tìm cách trả thù cho cái chết của bố mẹ cô dưới tay những cỗ máy, Sati giúp lập ra một kế hoạch giải thoát cho Trinity. Quay lại Ma trận, Neo thỏa thuận với Nhà phân tích; anh sẽ trở về kén của mình nếu không thuyết phục được Trinity rời khỏi Ma trận. Khi Neo nói chuyện với Tiffany, gia đình của cô xuất hiện. Ban đầu họ lôi kéo cô ở lại, nhưng ngay sau đó cô từ chối họ, nhớ lại danh tính thực sự của cô là Trinity. Nhận ra mình đã thua, Nhà phân tích cố gắng giết cô, nhưng Smith xuất hiện và tấn công Nhà phân tích, tìm cách trả thù cho sự giam cầm của chính mình. Neo, Trinity và những người khác tẩu thoát bằng xe, nhưng bị truy đuổi trên đường phố bởi một đám chương trình "bot" và máy bay trực thăng. Là những người cuối cùng được khai thác, Neo và Trinity bị dồn lên đỉnh một tòa nhà chọc trời. Nắm tay nhau, họ nhảy ra, hi vọng Neo sẽ có thể khai thác khả năng bay, nhưng thay vào đó, Trinity có được khả năng bay và đưa họ đến nơi an toàn.
Với quyền kiểm soát mới của Trinity đối với Ma trận, cả hai trở lại đối đầu với Nhà phân tích. Họ cảm ơn gã một cách mỉa mai vì đã cho họ cơ hội thứ hai bằng cách hồi sinh họ, thứ mà họ định sử dụng để làm lại Ma trận khi họ thấy phù hợp. Neo và Trinity sau đó cùng nhau bay lên bầu trời.

## Diễn viên
- Keanu Reeves trong vai Neo/Thomas Anderson:[5] "One" được tiên tri từ phiên bản trước của Ma trận, Neo đã được máy móc sửa chữa và đưa vào một phiên bản mới của Ma trận, với ký ức của bị dập tắt để giữ anh trong tầm kiểm soát. Mặc dù đã 60 năm trôi qua kể từ khi Neo hy sinh, Neo mới chỉ già đi hai mươi tuổi nhờ sự thay đổi của máy móc đối với cơ thể của mình. Steven Roy đóng vai hiện thân của Neo gốc, trong các cảnh phản chiếu và nhiều cảnh bổ sung khác nhau.[6]
- Carrie-Anne Moss trong vai Trinity/Tiffany:[5] Có quan hệ tình cảm với Neo, người đã được Morpheus giải thoát khỏi Ma trận  trong phần phim đầu tiên, và bị giết vào cuối Chiến tranh Máy móc. Máy móc phục hồi, sửa chữa và chỉnh sửa cơ thể của cô ấy và đưa cô ấy vào một phiên bản mới của Ma trận. Như với Neo, ký ức về cuộc sống trước đây của cô bị máy móc đè nén và cô trở thành Tiffany, một bà mẹ ba con ở ngoại ô có sở thích đi xe máy. Mặc dù đã sáu mươi năm trôi qua kể từ khi cô qua đời, Trinity chỉ mới 20 tuổi nhờ sự thay đổi của máy móc đối với cơ thể cô.
- Yahya Abdul-Mateen II trong vai Morpheus/Agent Smith:[7][8][9] Một chương trình được tạo ra như một phần của phương thức bởi Neo, người mang những đặc điểm của Morpheus ban đầu, hacker ban đầu đã giải thoát anh ta khỏi Ma trận, cũng như các khía cạnh của kẻ thù của Neo, Đặc vụ Smith.[10] Nhân vật được Laurence Fishburne thể hiện trong các phần phim trước; Phiên bản của nhân vật Fishburne xuất hiện thông qua việc sử dụng các cảnh quay lưu trữ.[9][11][12]
- Jessica Henwick trong vai Bugs:[13] Một tay súng có hình xăm Thỏ trắng, và là thuyền trưởng của thủy phi cơ Mnemosyne. Henwick mô tả nhân vật của cô là "đôi mắt của khán giả".[10]
- Jonathan Groff trong vai Smith:[14][15] Đối tác kinh doanh của Thomas và kẻ thù không đội trời chung của Neo và Đặc vụ của Ma trận.[16] Nhân vật do Hugo Weaving thể hiện trong các phần phim trước; Weaving cũng xuất hiện như Smith thông qua việc sử dụng các cảnh quay lưu trữ.[9] Để chuẩn bị cho vai diễn, Groff đã xem các clip trên YouTube có màn trình diễn của Weaving, xem lại bộ ba phim gốc và đọc Frankenstein của Mary Shelley, tác phẩm The Berlin Stories của Philip K. Dick và Christopher Isherwood, mặc dù anh ấy không muốn gây ấn tượng với Weaving, cảm thấy gắn bó hơn với vai diễn trong các cảnh chiến đấu. Do sự cống hiến của anh ấy trong quá trình luyện tập cho các cảnh như vậy, Groff được một thành viên của đội đóng thế đặt biệt danh là "The Savage".[17]
- Neil Patrick Harris trong vai The Analyst:[14] Người tạo ra sự lặp lại hiện tại của Ma trận, người giả dạng là bác sĩ trị liệu của Thomas, làm việc chặt chẽ với bệnh nhân của anh ta để hiểu ý nghĩa đằng sau những giấc mơ của anh ta và phân biệt chúng với "thực tế" trong khi giữ anh ta trong Ma trận.[9]
- Priyanka Chopra Jonas trong vai Sati:[18] Một chương trình lưu vong được tạo ra mà không có mục đích đã gặp Neo ngay trước khi Chiến tranh Máy móc kết thúc. Nhân vật do Tanveer K. Atwal thể hiện trong The Matrix Revolutions.
- Christina Ricci trong vai Gwyn de Vere:[19] Một giám đốc điều hành kinh doanh tại công ty trò chơi điện tử của Thomas.
- Jada Pinkett Smith trong vai Niobe:[9] Một vị tướng của pháo đài loài người Io và là cựu thuyền trưởng của thủy phi cơ  Logos . Smith thể hiện vai diễn của cô từ hai bộ phim trước. Phải mất năm giờ để trang điểm trang điểm giả của Smith để tạo ra diện mạo mà nhân vật của cô ấy đã 60 tuổi.[20]
- Telma Hopkins trong vai Freya:[21][22] Người đứng đầu ngành thực vật học ở Io .
- Chad Stahelski trong vai Chad:[23] Chồng của Tiffany. Stahelski là đóng thế kép của Keanu Reeves, đồng thời là điều phối viên đóng thế cho các phim trước.
- Lambert Wilson trong vai The Merovingian:[9][24] Một kẻ buôn bán thông tin tự xưng đã gặp Neo trước khi Chiến tranh Máy móc kết thúc; bây giờ anh ta tìm cách trả thù Neo vì đã vô tình tước bỏ mục đích của anh ta khi Ma trận trước đó bị phá hủy. Wilson thể hiện vai diễn của mình từ hai phần trước.
- Brian J. Smith trong vai Berg:[15] Một thành viên phi hành đoàn của Mnemosyne, nghiên cứu về Neo.
- Toby Onwumere trong vai Sequoia:[15] Nhà điều hành của Mnemosyne.
- Max Riemelt trong vai Sheperd:[15] Đội trưởng đáng tin cậy nhất của Niobe tại Io.
- Eréndira Ibarra trong vai Lexy:[25] Một thành viên phi hành đoàn của Mnemosyne, thần tượng Trinity.
- Freema Agyeman trong vai Astra[26]

Ngoài ra, Andrew Lewis Caldwell và Ellen Hollman lần lượt xuất hiện trong vai Jude và Echo. Julian Grey và Gaige Chat cũng lần lượt xuất hiện với tư cách là con trai của Tiffany là Brandon và Donnie. Daniel Bernhardt đã được thông báo là sẽ trở lại vai trò Đặc vụ Johnson từ The Matrix Reloaded, nhưng cảnh của anh ấy đã bị cắt khỏi bộ phim cuối cùng. Tom Hardy được quay ở nền không được công nhận là xuất hiện trong vai khách mời, do The Matrix Resurrections quay ở San Francisco cùng lúc với Venom: Let There Be Carnage, trong đó Hardy đóng vai chính Eddie Brock/Venom.

### Quá trình quay phim

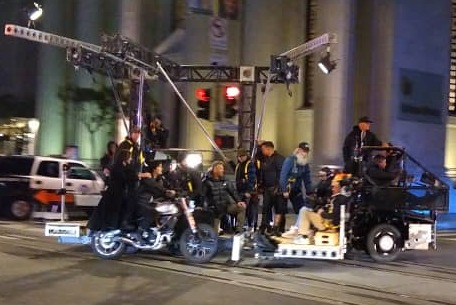
Keanu Reeves và Carrie-Anne Moss quay cảnh mô tô ở Financial District của San Francisco dưới sự chỉ đạo của Lana Wachowski.

Không giống như những bộ phim trước, được quay chủ yếu ở Úc, The Matrix Resurrections được quay ở Hoa Kỳ và Châu Âu.

## Phát hành
Ban đầu phim dự kiến ra mắt ngày 21/5/2021, cùng thời điểm với John Wick: Chapter 4 cũng do Keanu Reeves đóng chính, nhưng sau đó phải dời sang 1/4/2022 vì ảnh hưởng của dịch COVID-19. Ngày 5/10/2020, phim được đặt lại lịch ra rạp vào ngày 22/12/2021 và đồng thời trình chiếu trên dịch vụ trực tuyến HBO MAX.

### Đề cử
| Giải thưởng                              | Ngày                | Thể loại                                                                      | Người nhận                                                       | Kết quả | Ref.          |
| ---------------------------------------- | ------------------- | ----------------------------------------------------------------------------- | ---------------------------------------------------------------- | ------- | ------------- |
| Critics' Choice Movie Awards             | March 13, 2022      | Best Visual Effects                                                           | The Matrix Resurrections                                         | Đề cử   | [ 38 ]        |
| Houston Film Critics Society             | 19 tháng 1 năm 2022 | Best Stunt Coordination                                                       | The Matrix Resurrections                                         | Đề cử   | [ 39 ]        |
| Houston Film Critics Society             | 19 tháng 1 năm 2022 | Best Visual Effects                                                           | The Matrix Resurrections                                         | Đề cử   | [ 39 ]        |
| Screen Actors Guild Awards               | 27 tháng 2 năm 2022 | Outstanding Performance by a Stunt Ensemble in a Motion Picture               | The Matrix Resurrections                                         | Đề cử   | [ 40 ]        |
| Seattle Film Critics Society             | 17 tháng 1 năm 2022 | Best Visual Effects                                                           | Dan Glass, Huw J. Evans, Tom Debenham, and J. D. Schwalm         | Đề cử   | [ 41 ] [ 42 ] |
| Set Decorators Society of America Awards | 22 tháng 2 năm 2022 | Best Achievement in Décor/Design of a Science Fiction or Fantasy Feature Film | Lisa Brennan, Barbara Munch, Hugh Bateup, Peter Walpole          | Đề cử   | [ 43 ]        |
| Visual Effects Society                   | March 8, 2022       | Outstanding Visual Effects in a Photoreal Feature                             | Dan Glass, Nina Fallon, Tom Debenham, Huw J Evans, James Schwalm | Đề cử   | [ 44 ]        |
| Visual Effects Society                   | March 8, 2022       | Outstanding Special (Practical) Effects in a Photoreal or Animated Project    | JD Schwalm, Brendon O'Dell, Michael Kay, Pau Costa Moeller       | Đề cử   | [ 44 ]        |